# Tetraauricuprur
El tetraauricuprur és un mineral de la classe dels elements natius. El seu nom deriva del sistema cristal·lí tetragonal i de la seva composició química, semblant a la de l'auricuprur.

## Característiques
El tetraauricuprur és un aliatge d'or i coure, de fórmula química AuCu. Cristal·litza en el sistema tetragonal en forma de cristalls irregulars, de fins a 600 micròmetres, normalment estriats. La seva duresa a l'escala de Mohs és 4,5.
Segons la classificació de Nickel-Strunz el tetraauricuprur pertany a «01.AA - Metalls i aliatges intermetàl·lics de la família coure-cupalita» juntament amb els següents minerals: alumini, coure, or, plom, níquel, plata, steinhardtita, auricuprur, cuproaurur, anyuiïta, khatirkita, novodneprita, cupalita, hunchunita, stolperita, hollisterita, icosaedrita, kriatxkoïta i proxidecagonita.

## Formació i jaciments
Es troba en roques màfiques i ultramàfiques que també contenen elements del grup del platí. Sol trobar-se associat a altres minerals com: pirrotina, pirita, calcopirita, or, plata, platí, magnetita, cromita, tremolita, diòpsid, serpentina, clorita, epidota, apatita i zircó. Va ser descobert l'any 1982 a Sardala, Manasi (Xinjiang, República Popular de la Xina).